# Peter Hinwood
Peter Hinwood (ur. 17 maja 1946) – brytyjski aktor, model i fotograf. Odtwórca roli Rocky’ego Horrora w kultowej ekranizacji musicalu The Rocky Horror Picture Show (1975).

## Życiorys
Pracował zarówno jako fotograf, jak i profesjonalny model, zanim rozpoczął karierę aktorską. Jego zdjęcia ukazały się m.in. w 1972 na łamach „Cosmopolitan”. Debiutował na ekranie jako grecki bóg Hermes w miniserialu RAI Przygody Odyseusza (Odissea, 1968), przy którym pracowało trzech reżyserów: Franco Rossi, Mario Bava i Piero Schivazappa, na podstawie Odysei Homera z Bekimem Fehmiu. Wystąpił w horrorze Roddy’ego McDowalla Tam Lin (1971) u boku Avy Gardner i Stephanie Beacham. Rozpoznawalność przyniosła mu kreacja Rocky’ego Horrora, stworzonego przez doktora Franka N. Furtera (w tej roli Tim Curry) w filmowej wersji musicalu The Rocky Horror Picture Show (1975). W kwietniu trafił na okładkę magazynu „Films and Filming”. Hinwood udzielił wywiadu Scottowi Michaelsowi do jego książki z 2002 roku Rocky Horror: From Concept to Cult.
Porzucił karierę i zajął się sprzedażą antyków w Londynie i osiedlił się w Tangerze. W 2000 powiedział magazynowi „People”, że istnieją trzy powody, dla których zdecydował się nie kontynuować kariery aktorskiej: „Po pierwsze, nie mogę grać. Po drugie, wzdrygam się ze wstydu za każdym razem, gdy widzę siebie na filmie. Po trzecie, rozkoszuję się cichym, spokojnym życiem”. Hinwood ujawnił, że w 1994 na nowo odkrył złote szorty, które nosił w filmie, i sprzedał je w domu aukcyjnym za prawie 1000 dolarów. Są teraz częścią kolekcji pamiątek Hard Rock i przez pewien czas były wystawiane w ich restauracji Myrtle Beach w Karolinie Południowej. Spodenki można obejrzeć w Orlando Hard Rock.

## Życie prywatne
Jego życiowym partnerem był handlarz antyków i kolekcjoner Christopher Gibbs, który zmarł w lipcu 2018.

## Filmografia
- 1968: Przygody Odyseusza (Odissea, miniserial TV) jako Hermes
- 1970: The Ballad of Tam Lin jako Guy
- 1975: The Rocky Horror Picture Show jako Rocky Horror
- 1976: Sebastian (Sebastiane) jako gość cesarza
- 2005: Dowody zbrodni (serial TV) – odc. Creatures of the Night wyk.: „Eddie”, „Touch-a, Touch-a, Touch-a, Touch Me”